# Едуардо Баррон
Едуардо Баррон (повне ім'я Едуардо Баррон Гонзалес ісп. Eduardo Barrón González, 2 квітня 1858 — 23 листопада 1911, Мадрид) — іспанський скульптор.

## Життєпис

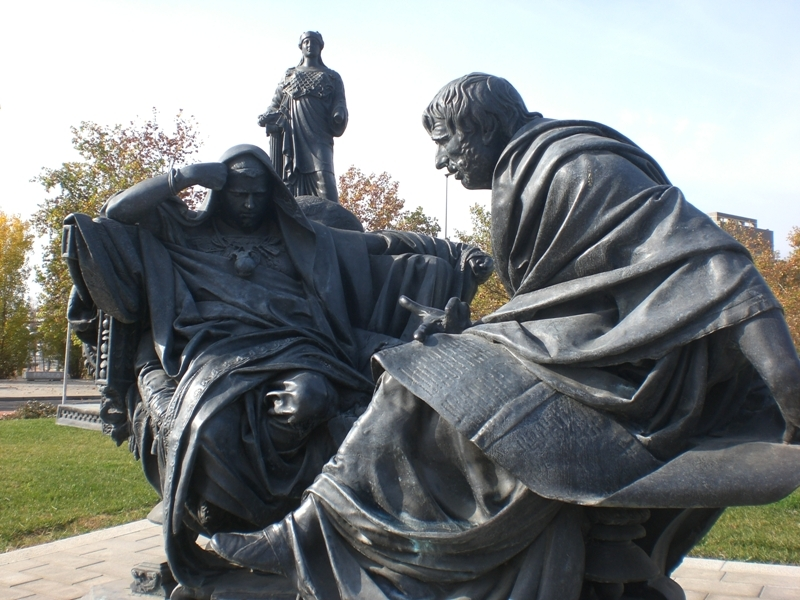
Імператор Нерон та філософ Сенека, Кордова

Художнє навчання отримав в Академії красних мистецтв Сан Фернандо, де опановував скульптуру.
Серед ранішніх творів митця — монумент Віріато в місті Самора, ватажку іспано-іберійських племен, що воював з римськими загарбниками Іберійського півострова. Твір приніс молодому скульптору визнання та почесну медаль на Національній виставці 1884 року.
Для удосконалення майстерності — створив подорож до Італії. Навчався в Римі у іспанського художника Вісенте Пальмаролі (1834 - 1896) та Франсіско Праділья (1848 - 1921).
По завершенню навчання в Італії, повернувся в Мадрид, де зробив кар'єру і як скульптор, і як посадовець. З 1892 року Эдуардо Баррона призначили реставратором в музеї «Прадо», з 1910 року — академік Королівської академії Сан Фернандо.

## Перелік відомих монументів
- Монумент Віріато, місто Замора
- Монумент Колумбу, місто Саламанка
- Монумент політику та письменнику Еміліо Кастелару,  місто Кадіс
- Імператор Нерон та філософ Сенека, місто Кордова.